# Торпедо (стадион, Рубцовск)
«Торпе́до» — стадион в городе Рубцовске, Алтайский край, Россия. Прежнее название — «Труд» (АТЗ).Официальное открытие стадиона состоялось 26 августа 1960 года. Расположен в центре города на берегу реки Алей.
Является домашней ареной местного футбольного клуба «Торпедо», выступающего в настоящее время в чемпионатах Алтайского края. Кроме того, на стадионе «Торпедо» проводит свои домашние матчи молодёжная команда «Торпедо-м» в рамках краевого первенства по футболу. Также стадион используется для проведения различных спортивных праздников и концертов. В 1984-м году на стадионе были проведены два международных товарищеских матча с участием Рубцовского «Торпедо», выступавшего в те годы в первенствах СССР среди команд 2-й лиги 4-й зоны класса А.Гостями рубцовчан были сборные команды Эфиопии и КНДР.
Стадион имеет три трибуны (западную и две восточные) с деревянными скамьями и рассчитан на 5000 зрителей (до реконструкции 2015 года — 6500 мест). В 2015-м году при подготовке к проведению краевой Олимпиады Восточная трибуна была разделена на две. По периметру стадиона имеются беговые дорожки. Вокруг стадиона расположены 4 осветительные мачты. В настоящее время искусственное освещение отсутствует. Имеется одно устаревшее информационное табло, одна комментаторская позиция и одна билетная касса. В 2014-м году на резервном поле стадиона «Торпедо» был уложен газон с искусственным покрытием. Общая стоимость проекта составила 26 млн. рублей и распределена практически равными долями между Москвой, Алтайским краем и городом Рубцовском. Размер футбольного поля составляет 110*70 м. Сооружением объекта занималась барнаульская фирма «Строй-Оптима».
Нуждается в капитальном ремонте, реконструировании.

## Адрес
- Россия, Алтайский край, г. Рубцовск, ул. Калинина,21.